# West Fairlee
West Fairlee – miasto w Stanach Zjednoczonych, w stanie Vermont, w hrabstwie Orange.